# Г'юстон (округ, Теннессі)
Шаблон:StateAbbr_ 36°17′ пн. ш. 87°43′ зх. д. / 36.28° пн. ш. 87.71° зх. д.
Округ  Г'юстон (англ. Houston County) — округ (графство) у штаті  Теннессі, США. Ідентифікатор округу 47083. 

## Історія
Округ  Г'юстон було засновано в 1871 році. Він був названий на честь Сема Г'юстона.

## Географія
За даними Бюро перепису населення США, загальна площа округу дорівнює 535,923 кв², з яких займає суша — 518,544 км² і водойми — 6,710 км², (3,240%).

## Демографія
За даними перепису 2000 року загальне населення округу становило 8088 осіб, усе сільське. Серед мешканців округу чоловіків було 3999, а жінок — 4089. В окрузі було 3216 домогосподарств, 2300 родин, які мешкали в 3901 будинках. Середній розмір родини становив 2,92.

Віковий розподіл населення

Віковий розподіл населення поданий у таблиці:
| Стать    | До 15 років | 15-21 | 22-29 | 30-39 | 40-49 | 50-65 | 65-85 | Понад 85 |
| -------- | ----------- | ----- | ----- | ----- | ----- | ----- | ----- | -------- |
| Чоловіки | 845         | 335   | 410   | 511   | 580   | 733   | 532   | 53       |
| Жінки    | 814         | 295   | 371   | 517   | 564   | 763   | 648   | 117      |

Расовий розподіл населення.
Дохід на душу населення становив 15614 USD.

## Суміжні округи
- Стюарт — північ
- Монтгомері — північний схід
- Діксон — схід
- Гамфріс — південь
- Бентон — захід